# Nguyen Van Chieu
Nguyễn Văn Chiếu (Saigon, 4 novembre 1949 – Saigon, 4 febbraio 2020) è stato un artista marziale vietnamita, autorità internazionale all'interno del Vovinam Viet Vo Dao.
Attualmente ha migliaia di discepoli in tutto il Vietnam e centinaia di cinture nere e insegnanti che si occupano della divulgazione del Vovinam da quando è stato tolto il divieto di insegnamento delle arti marziali, tre anni dopo la fine della guerra del Vietnam. Attualmente è uno dei maestri più importanti in Vietnam, e oltre ad essere il vicepresidente della federazione vietnamita, è anche stato nominato come Direttore Tecnico Internazionale per l'Intercontinental Vovinam Viet Vo Dao Association.
Ha iniziato la pratica del Vovinam nel 1965 con il Maestro Trinh Ngoc Minh e, più tardi, con il Maestro Le Sang. Nel 1967 ottenne la qualifica di istruttore ed incominciò ad insegnare a Saigon. Tra il 1969 e i 1970, durante la guerra, insegnò a Nha Trang, ma dal 1970 al 1975, gli anni più duri della guerra, insegnò Vovinam nella città di Binh Dinh, nella provincia di Quy Nhơn. A guerra terminata, nel 1975, tornò a Saigon, rinominata Ho Chi Minh. Nguyen Van Chieu è stato una delle persone più importanti nel reinserimento delle arti marziali in Vietnam, dopo la guerra la loro pratica era stata vietata, ma il Maestro esercitò forti pressioni perché le cose potessero cambiare, così dopo tre anni fu tolto il divieto. In questo momento il Maestro Nguyen Van Chieu ricopre una carica molto importante in Vietnam, direttore sportivo del distretto 8 di Ho Chi Minh. In data 27 settembre 2015, per decisione unanime da parte del Consiglio dei Maestri, il Gran Maestro Nguyen Van Chieu ha ricevuto la cintura bianca "Bạch Đai", simbolo di coloro che guidano e hanno guidato la Scuola vovinam viet vo dao, rispettando espressamente un desiderio del Gran Maestro Le Sang del 31 marzo 2010, quando istituì lo "Hội Đồng Võ Sư Chưởng Quản Môn Phái Vovinam Việt Võ Đạo". Tale cintura viene assegnata ai Patriarchi e rappresenta il massimo grado attribuibile in questa arte marziale.